# Равне (Церкниця)
Равне (словен. Ravne) — поселення в общині Церкниця, Регіон Нотрансько-крашка, Словенія. Висота над рівнем моря: 807,6 м.